# Marie Oravcová-Sehnalová
Marie Oravcová-Sehnalová (12. srpna 1893 Bečváry – 7. května 1964 Bratislava) byla česká učitelka, spisovatelka, dramatička, překladatelka a ilustrátorka, píšící i slovensky.

## Životopis
Rodiče byli Václav Sehnal, ředitel cukrovaru v Bečvárech, říšský poslanec a Marie rozená Kozáková z Veliké Vsi. Její manžel byl Samo Oravec (1894–1955) slovenský pedagog, malíř, grafik. Měli syna MUDr. Ctirada Oravce (1924–2003).
Marie Oravcová-Sehnalová vystudovala gymnázium v Hradci Králové a Filozofickou fakultu Univerzity Karlovy v Praze (doktorát 22. 8. 1918), rigorózní zkoušky z románské filologie, dějin moderních literatur a z filozofie. Vystoupila z církve římsko-katolické 21. února 1921. Před 2. světovou válkou byla profesorkou na gymnáziu v Košicích. Sbírala slovenské pohádky, psala povídky, články z oboru divadla a literatury. Bydlela v Košicích na adrese St. Baštová 1.

## Dílo

### Disertační práce
- Slovosled ve starofrancouzském románu o Hunbautovi – Praha: Filozofická fakulta Univerzity Karlovy, 1918

### Próza
- Pohádky – Košice: Spolok prof. Slovákov, 1923
- Poviedka o vodníkovi – rytinami opatřila autorka a Samo Oravec. Košice: Zemský učitelský spolok, 1924
- O bosorke, čertovi a šarkanovi a jiné pohádky – napsala a ilustrovala. Myjava: Daniel Pažický, 1927
- Pohádka o kvetoch – napsala a ilustrovala. Košice: O. Trávníček, 1929

### Divadelní hra
- Synovia Svätoplukovi: dramatický mythus o 4 dejstvách – Žilina: nákladem Učiteľského knihkupectva a nakladateľstva, O. Trávníček, 1929

### Překlad
- O dvou milencích – Maria de France; úvod František Sekanina; in: 1000 nejlepších novel č. 88. Praha: J. R. Vilímek[nepřesný odkaz], 1915